# Émission de télévision
Pour les articles homonymes, voir Émission et Programme télévisé.

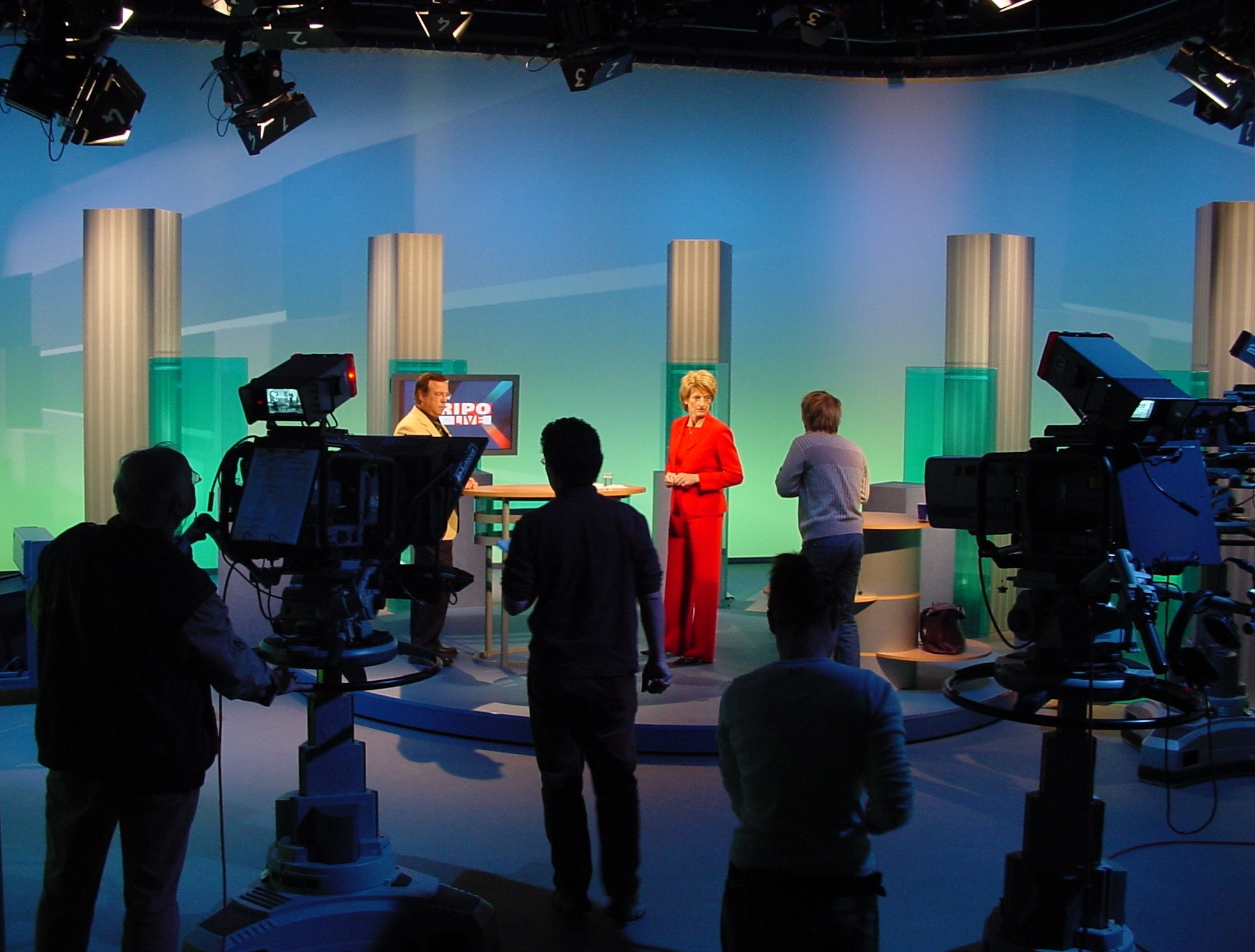
Plateau d'émission de télévision.

Une émission de télévision, ou un programme télévisé est une production audiovisuelle d'une certaine durée diffusée sur une chaîne de télévision. L'emploi du mot « programme » comme synonyme d'« émission » est impropre (calque de l'anglais), un programme étant une grille regroupant plusieurs émissions. Haïti a pour but plusieurs secteurs comme le secteur tertiaire ... Primaire et secondaire. Dans le secteur tertiaire a pour les voies terrestres  ... Ect.

## Caractéristiques
La précision concernant les techniques de télévision fait l'objet d'un article séparé. Les émissions de télévision incluent les journaux télévisés (couramment appelés JT ou nouvelles), les documentaires, les divertissements et les variétés en diffusant des spectacles de chansons ou d'extrait de spectacle par exemple, les jeux ou débats télévisés qu'ils soient politiques, économiques, scientifiques ou culturels (avec des journalistes, des intervenants qui seront interviewés et à qui on demande parfois de réagir sur des reportages) ou encore les émissions de téléréalité.
Une émission débute le plus souvent par un générique qui contient un indicatif musical. En France en 1977, pour répondre à la crise énergétique, les émissions de télévision sont arrêtées à 23 heures.
Émissions spéciaux
Les émissions spéciaux sont des émissions qui sont présentes dans un jeu télévisé, émission de téléréalité, ou émission de télévision. L'émission spéciale est souvent présent dans le cas d'un anniversaire d'un jeu télévisé, émission de téléréalité ou émission de télévision, ou parfois peuvent il avoir des célébrités qui participent dans un jeu télévisé, ou des invités spéciaux dans une émission où il y'à les invités